# Carmo da Cachoeira
Carmo da Cachoeira est une municipalité brésilienne de l'État du Minas Gerais et la microrégion de Varginha.